# Cophixalus crepitans
The Rattling Frog (Cophixalus crepitans) es una especie de anfibio anuro del género Cophixalus de la familia Microhylidae.

## Distribución geográfica
Originaria de Australia.